# Drobeta melagonia
Drobeta melagonia là một loài bướm đêm trong họ Noctuidae.